# Lucy Maud Montgomery
Lucy Maud Montgomery OBE (Illa del Príncep Eduard, Canadà, 30 de novembre de 1874 – Toronto, Canadà, 24 d'abril de 1942), coneguda com a L.M. Montgomery, va ser una escriptora canadenca reconeguda per la sèrie de novel·les començades el 1908 amb Anna de les teules verdes (en anglès Anne of Green Gables, originàriament). El llibre suposà un èxit immediat i el personatge central, Anne Shirley, una noia òrfena, va fer famosa Montgomery internacionalment.
La primera novel·la va iniciar una sèrie de seqüeles que mantingueren Anne com a personatge central. Montgomery va publicar també 20 novel·les i 530 relats curts, 500 poemes i 30 assaigs. La majoria de les novel·les estan ambientades a l'Illa del Príncep Eduard i aquesta ubicació, dins la província més petita del Canadà, es va convertir en un lloc de referència literari i un popular indret turístic; és la granja de Green Gables, la gènesi del Parc Nacional de l'Illa del Príncep Eduard. L'obra de Montgomery, els seus diaris i les cartes han estat llegits i estudiats per becaris i lectors de tot el món. Va ser nomenada oficial de l'Orde de l'Imperi Britànic el 1935.
El 24 d'abril de 1942 Montgomery va ser trobada morta al llit de casa seva a Toronto. La principal causa de mort registrada en el certificat de defunció va ser la trombosi coronària. Tanmateix, el setembre de 2008, la seva neta, Kate Macdonald Butler, va revelar que Montgomery sofria una forta depressió, segurament a conseqüència de la cura del seu marit malalt mental des de feia dècades, i possiblement va perdre la pròpia vida com a conseqüència d'una sobredosi de drogues.